# Stadio dell'Hainaut
Lo Stadio dell'Hainaut (in francese Stade du Hainaut) è un impianto sportivo nella città francese di Valenciennes. Viene utilizzato principalmente per le partite di calcio e ospita gli incontri casalinghi del Valenciennes. 
Lo stadio, che prende il nome dalla provincia dell'Hainaut, è nato sulle ceneri dello Stadio Nungesser, con una ricostruzione totale dal costo di 75 milioni di euro, e ha una capacità di 25 000 spettatori per le partite di calcio, ma la sua capienza può essere estesa a 35 000 spettatori per i concerti.
Inaugurato nel 2011, l'impianto è dotato di 2 600 posti hospitality e 16 lussuosi sky-box, 2 schermi giganti, ciascuno di 48 metri quadrati, e una copertura totale composta da 1 800 tonnellate di acciaio.
Ha ospitato quattro partite della prima fase, un ottavo di finale e un quarto di finale della Coppa del mondo femminile 2019.